# Ругани, Даниеле
Дание́ле Руга́ни (итал. Daniele Rugani, итальянское произношение: [daˈnjɛːle ruˈɡaːni]; род. 29 июля 1994, Лукка, Тоскана) — итальянский футболист, защитник клуба «Ювентус». Выступал за сборную Италии.

## Карьера
Даниеле с юных лет воспитывался в системе «Эмполи». После сезонной аренды, в 2013 году «Ювентус» приобрёл половину прав на игрока. Однако Даниеле при этом снова вернулся в свой родной клуб. После удачной кампании во второй итальянской лиге, молодой защитник дебютировал за «Эмполи» и в высшей. Это произошло 31 августа 2014 года в матче с «Удинезе».
2 февраля 2015 года Ювентус официально выкупил вторую половину прав на игрока за 3,5 миллиона евро
в сезоне 2014/15 Ругани вышел во всех матчах Серии А, забил 3 гола и помог команде сохранить прописку на следующий сезон.
12 марта 2020 года стало известно, что у Ругани диагностирован коронавирус COVID-19.

## Карьера в сборной
Защитник выступал за юношеские сборные Италии до 16, 17 и до 18 лет, а также за юношескую сборную Италии до 19 лет. Был членом молодёжной сборной страны.

## Достижения
«Ювентус»
- Чемпион Италии: 2015/16, 2016/17, 2017/18, 2018/19, 2019/20
- Обладатель Кубка Италии: 2015/16, 2016/17, 2017/18, 2023/24
- Обладатель Суперкубка Италии: 2015, 2018
- Финалист Лиги чемпионов: 2016/17